# USS LST-754
O USS LST-754 foi um navio de guerra norte-americano da classe LST que operou durante a Segunda Guerra Mundial.